# Carl Wilhelm Hoppenstedt
Carl Wilhelm Hoppenstedt (auch: Karl Wilhelm Hoppenstedt und Varianten mit Hoppenstädt; * 1. Oktober 1769 in Groß Schwülper bei Braunschweig; † 26. Juli 1826 in Hannover) war ein deutscher Rechtswissenschaftler und Hochschullehrer sowie Generalsekretär des Kabinettministeriums im Königreich Hannover.

## Leben und Wirken
Carl Wilhelm Hoppenstedt wurde als Sohn von Wilhelm Johann Julius Hoppenstedt (1726–1788), Pastor unter anderem an der Gartenkirche in Hannover, und der Luise Henriette Steigerthal (1742–1821) geboren. Unter seinen neun Geschwistern waren August Ludwig Hoppenstedt und Georg Ernst Friedrich Hoppenstedt. Karl Wilhelm Hoppenstedt verbrachte seine Schulzeit am Lyceum in Hannover und ging zum Studium der Philosophie und Theologie an die Universität Göttingen. Hier war er während seiner Studienzeit unter anderem Hauslehrer für Johannes Georg Ludwig Nieper (1778–1832), den Sohn seines späteren Schwagers Georg Heinrich Nieper. Zusätzlich absolvierte er noch das Studium der Rechte unter Georg Ludwig Böhmer, seinem künftigen Schwiegervater, welches er im Jahre 1796 mit seiner Promotion zum Dr. jur. abschloss. Anschließend übernahm ihn die Juristenfakultät zunächst als Assessor, beförderte ihn alsbald zum Privatdozenten und 1802 zum außerordentlichen Professor und ernannte ihn zum Mitglied des Spruchkollegiums. Darüber hinaus engagierte sich Hoppenstedt in jenen Jahren nach dem Tod seines Schwiegervaters maßgeblich bei der Herausgabe dessen bis dato noch unveröffentlichten Darstellungen und Analysen von „Auserlesenen Rechtsfällen aus allen Teilen der Rechtsgelehrsamkeit“ in mehreren Bänden, nachdem er diese akribisch gesammelt, sortiert und überarbeitet hatte.
Im Jahr 1803 folgte Hoppenstedt einem Ruf nach Gotha, wo ihm die Stelle eines Herzoglichen Regierungsrates und Mitglieds im Konsistorium und des Steuerkollegiums mit Sitz und Stimme in der Regierung von Sachsen-Gotha-Altenburg übertragen wurde. Hier wurde er 1816 für seine Verdienste mit der Ernennung zum Ritter des Kgl. Preußischen Roten Adlerordens III. Klasse geehrt. Ein Jahr später wurde Hoppenstedt als Geheimer Justizrat mit dem Rang eines Obersten in Königlich Hannoversche Dienste zurückberufen. Im Jahr 1822 wurde er schließlich zum Geheimen Kabinettsrat und Generalsekretär des Kabinettsministeriums unter Karl Friedrich von Arnswaldt ernannt. Ein Jahr zuvor erhielt er die Auszeichnung eines Ritters sowie im Jahr 1822 eines Kommandeurs des Guelphen-Ordens. 
Ab 1824 musste sich Hoppenstedt krankheitsbedingt allmählich von seinen Funktionen zurückziehen. Noch vor seinem frühen Tod im Jahr 1826 wurde sein Bruder und amtierender Stadtdirektor von Hannover Georg Ernst Friedrich Hoppenstedt an seiner Stelle in die Regierung berufen.
Carl Wilhelm Hoppenstedts Grabstein findet sich auf dem Gartenfriedhof in Hannover.

## Weitere Familie
Karl Wilhelm Hoppenstedt war verheiratet mit Sophie Dorothea Philippine Boehmer (1770–1801), der jüngsten Tochter des Geheimen Justizrats Georg Ludwig Böhmer, die allerdings bereits nach drei Ehejahren infolge einer Fehlgeburt verstarb. Später ging er noch eine Ehe mit Friederike Jäger (1786–1833), Tochter eines Konsistorialpräsidenten, ein, wobei es nicht überliefert ist, ob aus dieser Ehe weitere Nachkommen entstanden.

## Schriften (Auswahl)
- De iure circa fructus feudi aperti ante eius reinfeudationem maxime intuitu expectativarii. Dissertation, Dieterich, Göttingen 1796.
- Georg Ludwig Boehmers ... auserlesene Rechtsfaelle, aus allen Theilen der Rechtsgelehrsamkeit nach dessen Tode gesammlet und herausgegeben. 3 Bände, Vandenhoeck und Ruprecht, Göttingen 1799–1802.
- Rechtliche Ausführung der Ansprüche des hochfürstlichen Gesamt-Hauses Wied auf die von dem Grafen Ernst im Jahr 1664 nachgelassenen zu der Grafschaft Nieder-Isenburg gehörenden Lande. Dieterich, Göttingen 1804.
- Actenmäßige Darstellung der Vorfälle welche im letztverflossenen Sommer auf der Universität zu Göttingen statt gefunden haben. Hahn, Hannover 1818.

## Archivalien
- Archivunterlagen des Familienverbandes von Boehmer